# Píties d'Assos
Píties d'Assos (grec antic: Πυθιάς, llatí: Pythias) fou una biòloga i embriòloga grega. Fou la filla adoptiva d'Hèrmies d'Atarneu i la primera muller d'Aristòtil.

## Vida personal i família
La seva data de naixement és incerta, però la major part del seu treball va tenir lloc al voltant del 330 aC i va morir a Atenes aproximadament poc després del 326 aC. Aristòtil i Píties van tenir una filla, Píties la Jove, que es va casar tres vegades, però va morir abans que el seu pare. El seu primer marit va ser Nicanor, el nebot d'Aristòtil per part de la seva germana, Arimnesta. Segons el testament d'Aristòtil, Nicanor va ser encarregat de gestionar els assumptes de la família fins que el fill d'Aristòtil, Nicòmac fos major d'edat. El segon espòs de Pítia va ser Procles d'Esparta i el tercer, Metrodor, un metge.

## Treballs en biologia
Se suposa que Píties va treballar amb el seu marit, Aristòtil, en una enciclopèdia a partir del material que van recollir durant la seva lluna de mel a Mitilene. Va fer una gran col·lecció d'espècimens vius. Kate Campbell Hurd-Mead suggereix que la parella va col·laborar en l'estudi de l'embriologia.